# Zoltan Lunka
Zoltan Lunka   (Miercurea Nirajului, 22 de maig de 1970) és un boxejador alemany, ja retirat, guanyador d'una medalla olímpica. Nascut a Romania, el 1989 es va traslladar a Alemanya, el 1992 a Àustria el 1992 i el 1993 tornà a Alemanya. El 1995 aconseguí la nacionalitat alemanya.
El 1996 va prendre part en els Jocs Olímpics d'Estiu d'Atlanta, on va guanyar la medalla de bronze en la categoria del pes mosca del programa de boxa. En el seu palmarès també destaca una medalla d'or en el Campionat del Món de boxa amateur de 1995, així com els campionats alemanys del pes mosca de 1994 i 1995.
El 1996 passà al professionalisme. Fins al 2001 disputà 23 combats, amb un balanç de vint-i-una victòries i dues derrotes.
Una vegada retirar passà a exercir d'entrenador.